# Telekom Bakı Voleybol Klubu 2014-2015
Questa voce raccoglie le informazioni riguardanti il Telekom Bakı Voleybol Klubu nella stagione 2014-2015.

## Organigramma societario
Area direttiva
- Presidente: Şahlar Məmmədov

Area tecnica
- Allenatore: Eldar Yusubov
- Assistente allenatore: Pərviz Səmədov

## Rosa
| N° | Nome                 | Ruolo | Data di nascita  | Nazionalità sportiva |
| -- | -------------------- | ----- | ---------------- | -------------------- |
| 1  | Anastasiya Baydiuk   | S     | 1999             | Ucraina              |
| 2  | Jana Dorošenko       | P     | 5 luglio 1994    | Azerbaigian          |
| 3  | Jelyzaveta Ruban     | S     | 3 marzo 1995     | Azerbaigian          |
| 5  | Ana Cleger           | S/O   | 27 novembre 1989 | Azerbaigian          |
| 7  | Tinatin Çauçidze     | C     | 1991             | Georgia              |
| 8  | Kryscina Besman      | P     | 13 febbraio 1996 | Azerbaigian          |
| 9  | Anastasiya Bessonova | S     | 1999             | Ucraina              |
| 10 | Marharyta Stepanenko | S     | 25 aprile 1993   | Azerbaigian          |
| 11 | Olena Charčenko      | C     | 25 novembre 1995 | Azerbaigian          |
| 12 | Səbinə Mustafayeva   | L     | 1995             | Azerbaigian          |
| 15 | Winifer Fernández    | L     | 6 gennaio 1995   | Rep. Dominicana      |
| 17 | Kateryna Frolova     | C     | 11 ottobre 1989  | Ucraina              |

## Mercato
| Acquisti | Acquisti             | Acquisti | Acquisti   |
| R.       | Nome                 | da       | Modalità   |
| -------- | -------------------- | -------- | ---------- |
| S        | Anastasiya Baydiuk   | ?        | definitivo |
| S/O      | Ana Cleger           | Inattiva | definitivo |
| C        | Tinatin Çauçidze     | ?        | definitivo |
| S        | Anastasiya Bessonova | ?        | definitivo |
| L        | Səbinə Mustafayeva   | ?        | definitivo |
| C        | Kateryna Frolova     | Orbita   | definitivo |

| Cessioni | Cessioni       | Cessioni            | Cessioni   |
| R.       | Nome           | a                   | Modalità   |
| -------- | -------------- | ------------------- | ---------- |
| S/O      | Monique Mead   | -                   | ritirata   |
| L        | Bəyaz Əliyeva  | Rabitə Baku         | definitivo |
| C        | Jessica Walker | Robur Tiboni Urbino | definitivo |

## Risultati

### Superliqa

#### Regular season

##### 1º round
| 2ª giornata - 7 novembre 2014 ?, ?  | Telekom Baku   | 1 - 3 | Rabitə Baku  | 22-25, 21-25, 25-22, 22-25        |
| 3ª giornata - 15 novembre 2014 ?, ? | Lokomotiv Baku | 3 - 1 | Telekom Baku | 25-20, 21-25, 25-18, 25-19        |
| 4ª giornata - 22 novembre 2014 ?, ? | Azəryol        | 3 - 0 | Telekom Baku | 25-22, 25-16, 25-17               |
| 5ª giornata - 28 novembre 2014 ?, ? | Azərreyl       | 2 - 3 | Telekom Baku | 20-25, 25-27, 25-23, 25-18, 11-15 |

##### 2º round
| 7ª giornata - 6 dicembre 2014 ?, ?   | Rabitə Baku  | 3 - 0 | Telekom Baku   | 25-20, 25-22, 25-20               |
| 8ª giornata - 14 dicembre 2014 ?, ?  | Telekom Baku | 0 - 3 | Lokomotiv Baku | 19-25, 15-25, 22-25               |
| 9ª giornata - 19 dicembre 2014 ?, ?  | Telekom Baku | 1 - 3 | Azəryol        | 19-25, 25-20, 19-25, 17-25        |
| 10ª giornata - 22 dicembre 2014 ?, ? | Telekom Baku | 2 - 3 | Azərreyl       | 20-25, 25-19, 25-22, 18-25, 11-15 |

##### 3º round
| 12ª giornata - 21 febbraio 2015 ?, ? | Telekom Baku   | 0 - 3 | Rabitə Baku  | 12-25, 15-25, 22-25        |
| 13ª giornata - 7 febbraio 2015 ?, ?  | Lokomotiv Baku | 3 - 0 | Telekom Baku | 25-11, 36-34, 25-15        |
| 14ª giornata - 14 febbraio 2015 ?, ? | Azəryol        | 3 - 1 | Telekom Baku | 25-23, 25-13, 22-25, 25-19 |
| 15ª giornata - 25 febbraio 2015 ?, ? | Azərreyl       | 3 - 1 | Telekom Baku | 20-25, 27-25, 25-20, 25-23 |

##### 4º round
| 17ª giornata - 20 marzo 2015 ?, ? | Rabitə Baku  | 3 - 0 | Telekom Baku   | 25-23, 25-18, 25-12               |
| 18ª giornata - 29 marzo 2014 ?, ? | Telekom Baku | 0 - 3 | Lokomotiv Baku | 21-25, 13-25, 22-25               |
| 19ª giornata - 25 marzo 2015 ?, ? | Telekom Baku | 0 - 3 | Azəryol        | 21-25, 21-25, 10-25               |
| 20ª giornata - 30 marzo 2015 ?, ? | Telekom Baku | 2 - 3 | Azərreyl       | 25-18, 25-21, 18-25, 23-25, 12-15 |

## Statistiche

### Statistiche di squadra
| Competizione    | Punti | In casa | In casa | In casa | In trasferta | In trasferta | In trasferta | Totale | Totale | Totale |
| Competizione    | Punti | G       | V       | P       | G            | V            | P            | G      | V      | P      |
| --------------- | ----- | ------- | ------- | ------- | ------------ | ------------ | ------------ | ------ | ------ | ------ |
| Superliqa azera | 4     | 8       | 0       | 8       | 8            | 1            | 7            | 16     | 1      | 15     |
| Totale          | -     | 8       | 0       | 8       | 8            | 1            | 7            | 16     | 1      | 15     |

G = partite giocate; V = partite vinte; P = partite perse

### Statistiche dei giocatori
Statistiche assenti.